# Adaptations radiophoniques des aventures de Sherlock Holmes
Les adaptations radiophoniques des aventures de Sherlock Holmes sont très nombreuses de par le monde, le cocktail policier + mystère étant propice à ce type d'adaptation. Le plus souvent ces centaines d'heures de programme n'ont quasiment laissé aucune trace.

## États-Unis
- The Adventure of the Speckled Band (WEAF-NBC, 1930) 30 min.

Distribution : William Gillette (Holmes) et Leigh Lovell (Watson)
- The Adventures of Sherlock Holmes (WEAF-NBC, 1930-31) 34 parties de 30 min.

Distribution : Richard Gordon (Holmes) et Leigh Lovell (Watson)
- The Adventures of Sherlock Holmes (WEAF-NBC et WJZ-NBC, 1931-32) 33 parties de 30 min.

Distribution : Richard Gordon (Holmes) et Leigh Lovell (Watson)
- The Adventures of Sherlock Holmes (WJZ-NBC, 1932-33) 34 parties de 30 min.

Distribution : Richard Gordon (Holmes) et Leigh Lovell (Watson)
- The Adventures of Sherlock Holmes (WJZ-NBC, 1934-35) 29 parties de 30 min.

Distribution : Louis Hector (Holmes) et Leigh Lovell (Watson)
- Sherlock Holmes (WABC, 1935) 60 min.

Distribution : William Gillette (Holmes) et Reginald Mason (Watson)
- Sherlock Holmes 48 parties de 30 min. (WOR-MBS, 35 émissions et WEAF-NBC, 13 émissions)

Distribution : Richard Gordon (Holmes) et Harry West (Watson)
- Sherlock Holmes (WABC-CBS, 1938)

Distribution : Orson Welles (Holmes) et Ray Collins (Watson)

## BBC
- Sherlock Holmes and the Adventure of Silver Blaze (1938) semble être le premier programme radio anglais

Distribution : F. Wyndham Goldie, Hugh Harben, Bramber Wills.
- The boscombe Valley Mystery (1943) 50 min.

Distribution : Arthur Wontner (Holmes) et Carleton Hobbs (Watson)
- The Adventure of the Speckled Band (1945) 30 min.

Distribution : sir Cedric Hardwicke (Holmes) et Finley Currie (Watson)
- The Adventure of the Speckled Band (1948) 30 min.

Distribution : H. Marion Crawford (Holmes) et Finley Currie (Watson)
- Une série radiodiffusée au cours des années 1950

Distribution : Sir John Gielgud (Holmes) et Val Gielgud (Mycroft)
- Sherlock Holmes (1952-1969) environ 80 émissions

Distribution : Carleton Hobbs (Holmes) et Norman Shelley (Watson)
- The Hound of the Baskervilles (1969) 15 parties de 13 min.

Narrateur : Nigel Stock
- The Adventures of Sherlock Holmes (1976-77) 9 parties de 25 min.

Narrateur : Nigel Stock
- Sherlock Holmes (1980) 10 parties de 15 min.

Narrateur : Nigel Stock
- The Other Side (1992) 50 min.

Distribution : Richard E. Grant (Holmes) et Franck Finlay (sir Arthur Conan Doyle)

## RTF
(Radiodiffusion-télévision française)
- Série Les Maîtres du Mystère
  - Le Chien des Baskerville (05/03/1957) interprété par Rosy Varte, Jean-Pierre Lituac, Pierre Leproux.
- Série « Les Enquêtes de Sherlock Holmes » (1958-1960)[1]
  - Série radiophonique diffusée sur la RTF « Chaîne Parisienne » entre octobre 1958 et janvier 1960, 38 émissions en trois séries.

Adaptation pour la radio par Jean Marcillac, présentée par Maurice Renault et réalisée par Abder Isker. Distribution : Maurice Teynac (Holmes). 
- - La deuxième tache (13/10/1958)
  - Flamme d'argent (20/10/1958)
  - La ligue des rouquins (27/10/1958)
  - Le diadème de béryls (3/11/1958)
  - Le manoir de l'Abbaye (10/11/1958)
  - L'homme à la lèvre tordue (17/11/1958)
  - les six Napoléons (24/11/1958)
  - L'entrepreneur de Norwood (1/12/1958)
  - Lady Frances a disparu (8/12/1958)
  - Les plans de Bruce Partington (15/12/1958)
  - L'aventure de Wisteria Lodge
  - L'aventure du Pied-du-Diable (29/12/1958)
  - Monsieur Milverton, maître-chanteur (27/4/1959)
  - Le pince-nez en or (4/5/1959)
  - Les propriétaires de Reigate (11/5/1959)
  - Les sept horloges (18/5/1959)
  - L'école du prieuré (25/5/1959)
  - Le ruban moucheté (1/6/1959)
  - Le traité naval (8/6/1959)
  - Un scandale en Bohême (15/6/1959)
  - Le problème du pont de Thor ; suivi du Vampire du Sussex (22/6/1959)
  - Le mystère de la chambre close (29/6/1959)
  - Le mystère du Val Boscombe (6/7/1959)
  - Les hêtres rouges (13/7/1959)
  - Le pouce de l'ingénieur (20/7/1959)
  - L'aventure de la veuve (27/7/1959)
  - Mort de Sherlock Holmes (12/10/1959)
  - La maison vide (19/10/1959)
  - Nuit d'épouvante à Deptford (26/10/1959)
  - Le Chien des Baskerville; Première partie (2/11/1959)
  - Le Chien des Baskerville; Deuxième partie (9/11/1959)
  - Le Chien des Baskerville; Troisième et dernière partie (16/11/1959)
  - Deux femmes (23/11/1959)
  - Le microbe de Sumatra (30/11/1959)
  - La rose de plâtre (7/12/1959)
  - Le cadavre de Shoscombe (14/12/1959)
  - La collection Grüner (21/12/1959)
  - Son dernier coup d'archet (4/1/1960)

## France Culture
- 1995 : Brixton Road - Feuilleton radiophonique en 10 épisodes de 20 min. (du 27 mars au 7 avril 1995) (d'après les personnages de Sir Arthur Conan Doyle)[2]

Adaptation : Philippe Bardy, Réalisation : Jean-Jacques Vierne, Distribution : Eric Dufay (Holmes)
- 1997 : Sherlock Holmes contre Fu Manchu - Feuilleton radiophonique en 10 épisodes de Denis Boissier (d'après les personnages de Sir Arthur Conan Doyle et de Sax Rohmer)[3]. Réalisation : Christine Bernard-Sugy. Distribution : Jean-Gabriel Nordmann (Holmes)
- 1999 : Sherlock Holmes: l'Affaire Frankenstein - Feuilleton radiophonique en 15 épisodes de Denis Boissier (d'après les personnages de Sir Arthur Conan Doyle, de Mary Shelley, d'Edgar Rice Burroughs)[4]. Rréalisation : Christine Bernard-Sugy. Distribution : Jean-Gabriel Nordmann (Holmes)
- 2008 : Sherlock Holmes : La Ligue des Rouquins, pièce radiophonique de Xavier Mauméjean
- 2008 : Sherlock Holmes : Le Dernier problème, pièce radiophonique de Xavier Mauméjean
- 2008 : Sherlock Holmes : La Maison vide, pièce radiophonique de Xavier Mauméjean